# Николаевка (Новоград-Волынский район)
Николаевка (укр. Миколаївка) — село на Украине, находится в Новоград-Волынском районе Житомирской области.
Население по переписи 2001 года составляет 245 человек. Почтовый индекс — 11781. Телефонный код — 4141. Занимает площадь 1,036 км².

## Адрес местного совета
11780, Житомирская область, Новоград-Волынский р-н, с. Каменный Майдан